# KCC정보통신
KCC정보통신(KCC I&C)은 1967년 설립된 국내 최초의 소프트웨어/시스템통합 기업이다.